# Beijing to Boston
Beijing to Boston is een splitalbum van de Chinese punkband Brain Failure en de Amerikaanse ska-punkband Big D and the Kids Table. Het album werd opgenomen in 2006 en uitgegeven op cd en lp (gekleurd en zwart) op 20 februari door Bad News Records. De titel verwijst naar de steden waar de bands vandaan komen, Beijing en Boston.
In maart 2007 bracht Bad News Records de single "Beichushunoukaidan" uit als muziekdownload via iTunes met daarop tracks 1 en 8 van dit album.

## Nummers
"Coming Down to Beijing" en "Living in the City" waren al reeds eerder verschenen op het album Turn on the Distortion! (2002) en later weer op Coming Down to Beijing, dat in maart 2007 werd uitgegeven. "Time To Go" was al te horen op Give 'Em the Boot IV (2004) en andere compilatiealbums. De andere drie nummers Brain Failure waren nog niet eerder uitgegeven.
De nummers van Big D and the Kids Table waren allemaal nog niet eerder uitgegeven. "Digging in Your Nails" verscheen later op het album Built Up from Nothing (The D-Sides) (2012) en een instrumentale versie van "Ruin You" verscheen op Strictly Dub (2012).
Brain Failure
1. "Coming Down to Beijing" - 3:44
2. "Living in the City" - 2:53
3. "Time to Go" - 1:25
4. "Fall in Love 2008" - 4:38
5. "City Junk" - 2:15
6. "You're Gonna Die" - 2:55

Big D and the Kids Table
1. "Faded" - 3:27
2. "Taking Back the Rhythm" - 2:58
3. "I'm Yours Boston" - 2:50
4. "Running Young" - 1:13
5. "Digging in Your Nails" - 2:16
6. "Ruin You" - 4:50

## Muzikanten
Brain Failure
- Ma Jiliang - basgitaar, achtergrondzang
- Xu Lin - drums, achtergrondzang
- Xiao Rong - gitaar, zang
- Dee Dee Wang Jian - gitaar, zang
- Ken Casey - achtergrondzang

Big D and the Kids Table
- Steve Foote - basgitaar
- Jon Reilly - drums
- Sean P. Rogan - gitaar, melodica, achtergrondzang
- Ryan O'Connor - saxofoon
- Paul E. Cuttler - trombone
- Dan Stoppelman - trompet
- David McWane - zang